# Вербка (Летичівська селищна громада)
Ве́рбка — село в Україні, у Летичівській селищній громаді Хмельницького району Хмельницької області.

## Географічне розташування
Село Вербка — типове поселення подільського лісостепу: з трьох сторін село оточене лісом, і лише один бік виходить до поля, в межах Летичівської рівнини. Територія села займає зниження Подільської височини. Для рельєфу характерна хвиляста рівнина, порізана численними ярами, вздовж і впоперек вкритими розлогими вербами, а лози і очерети тут, у прямому розумінні, підходять аж до самих хат.
На території села і прилеглих полях поширені різні типи ґрунтів, що має місцеву назву — ремушина 9на осушених ділянках). Але переважають звичайно, малородючі супіщані ґрунти.
Село поділене навпіл автошляхом міжнародного значення М30E50, який пролягає із заходу на схід. Південна частина прилягає до лісового масиву, північна — до полів.

## Назва
Символом України називають розлогу вербу, що в земному поколінні схилилась перед світом, що в свою чергу, не могло обминути уваги вдячних подолян. Так і з'явилося на карті Поділля село Вербка.

## Історія

Церква в селі Вербка

Історія села сягає 700-річного віку. Вербка створилася з трьох (або чотирьох) хуторів — Западинці, Оболонь, Завалівка. Хутори усвідомлювали себе ізольованими частинами, відповідно їхні жителі ревниво стерегли своїх дівчат і землю. Збереглися місцеві перекази про справжні бої між хутірськими хлопцями, а також про спільні святкування та весілля.
7 (20) листопада 1917 року, відповідно до Третього Універсалу Української Центральної Ради, увійшло до складу Української Народної Республіки.
Колишній орган місцевого самоврядування — Ялинівська сільська рада.
12 червня 2020 року, відповідно до розпорядження Кабінету Міністрів України № 727-р «Про визначення адміністративних центрів та затвердження територій територіальних громад Хмельницької області», увійшло до складу Летичівської селищної територіальної громади.
19 липня 2020 року, в результаті адміністративно-територіальної реформи та ліквідації Летичівського району, село увійшло до складу новоутвореного Хмельницького району.

## Населення
У селі проживають переважно українці. Загальна кількість жителів Вербки останніми (2000-ми) роками перебуває в інтервалі між 720 до 740 жителів. Однак населення старіє, молодь виїхала у міста.

### Мова
Розподіл населення за рідною мовою за даними перепису 2001 року:
| Мова       | Відсоток |
| ---------- | -------- |
| українська | 98,21 %  |
| російська  | 1,1 %    |
| румунська  | 0,69 %   |

## Постаті
Уродженці села:
- Бєлінський Григорій Онуфрійович — трубач, педагог, заслужений працівник культури України.
- Вишневський Карл Флоріанович — український вчений, професор Харківського університету, один із зачинателів української ветеринарної науки.
- Грабовий Петро Володимирович — головний редактор «Летичівської газети», журналіст, художник, письменник-гуморист, автор збірок «Ех, брати» та «На за пах купюр».
- Кучерук Григорій Іванович (1921-1992) — повний кавалер трьох орденів Слави.[5]
- Сушко Лука Григорович — Герой України

## Галерея

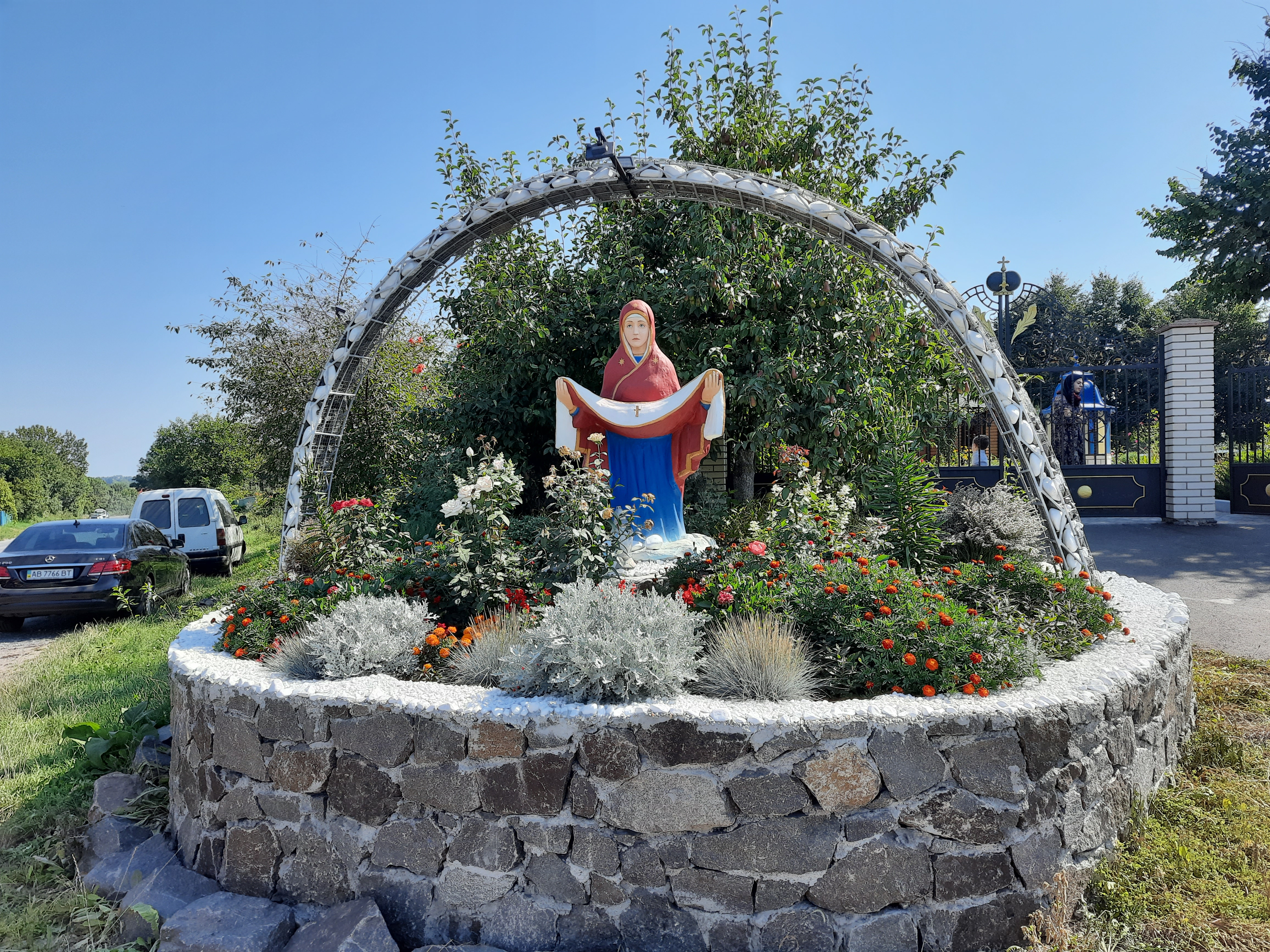
Статуя Божої Матері
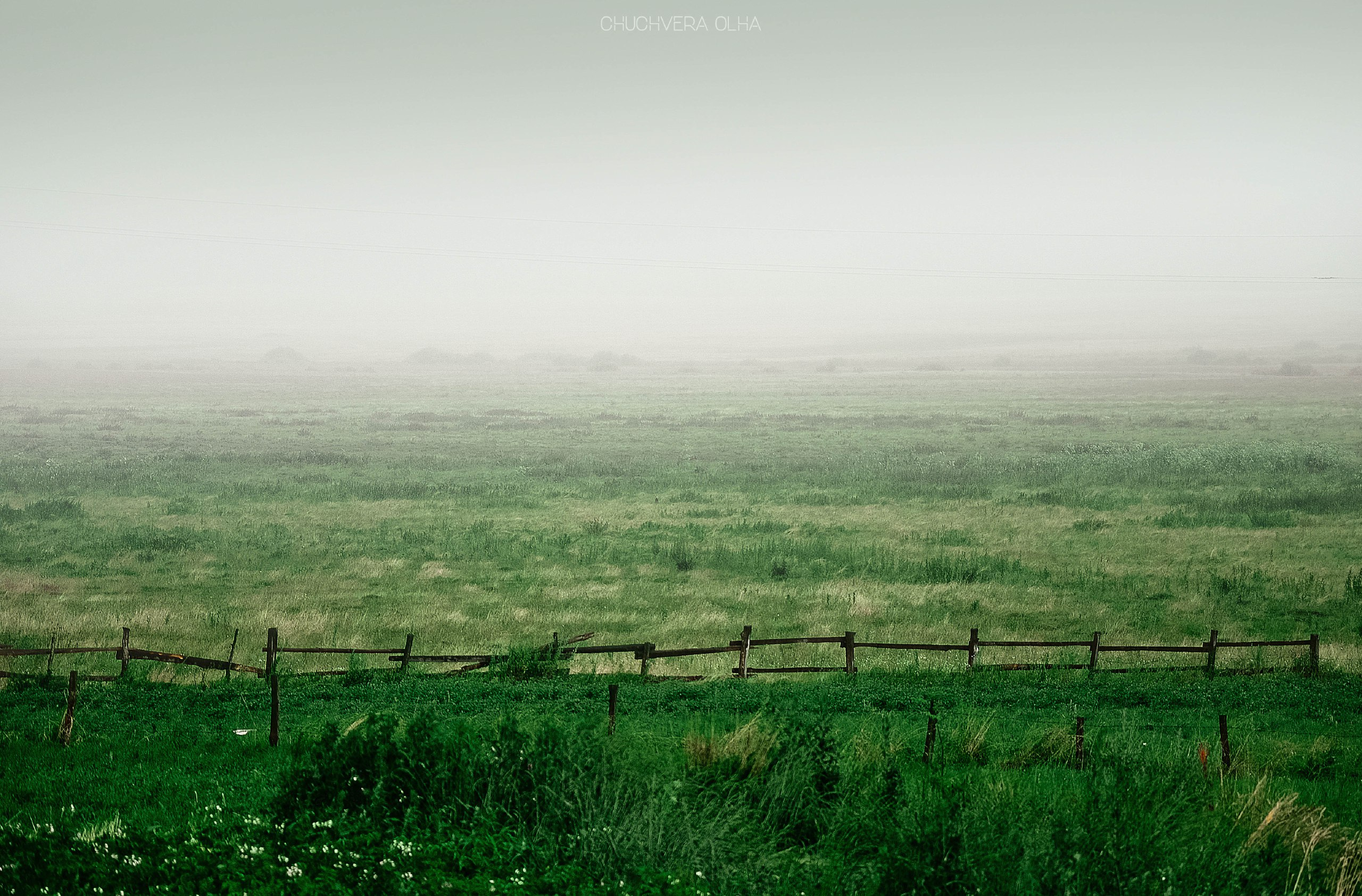
Дощовий ранок
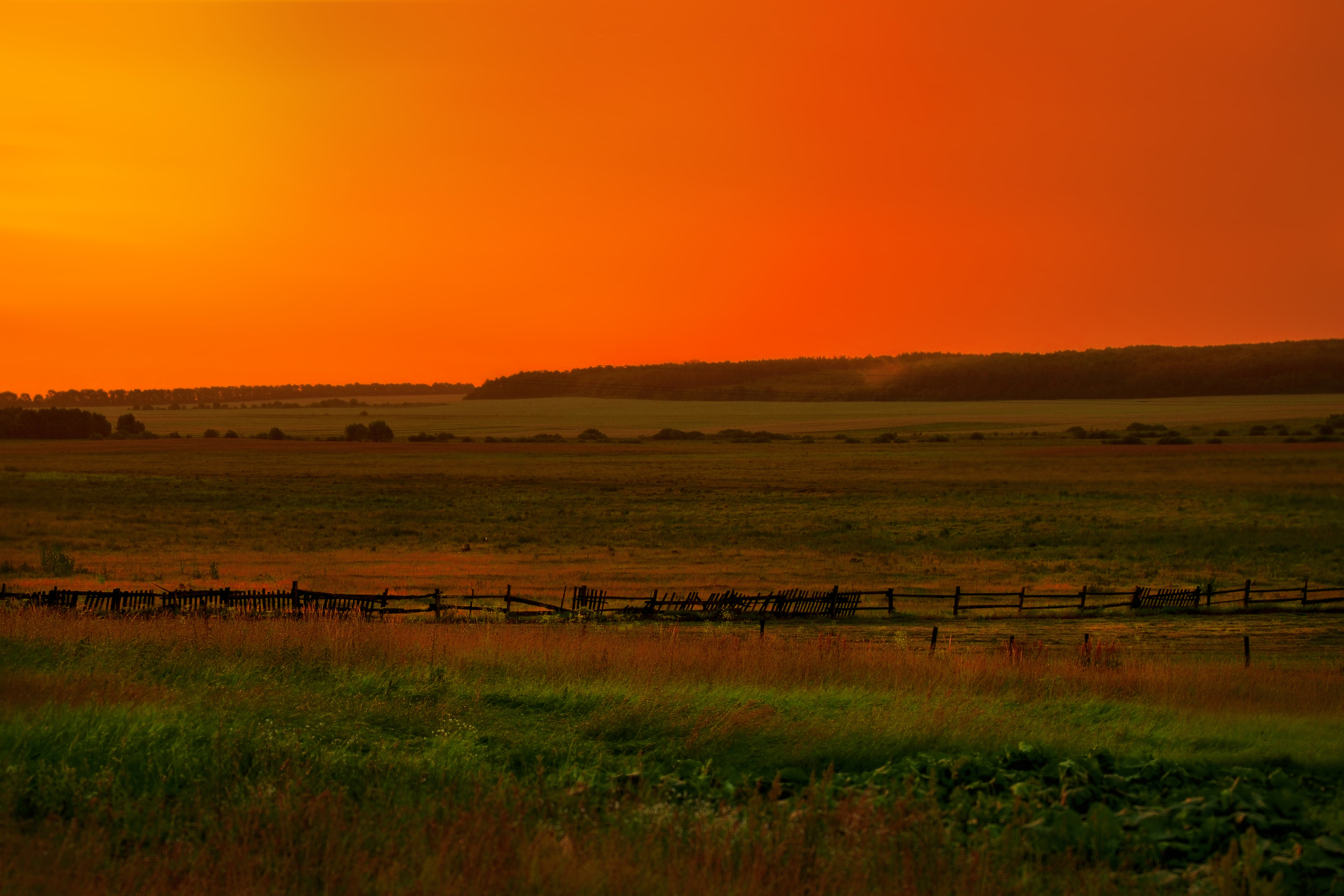
Гарячий вечір
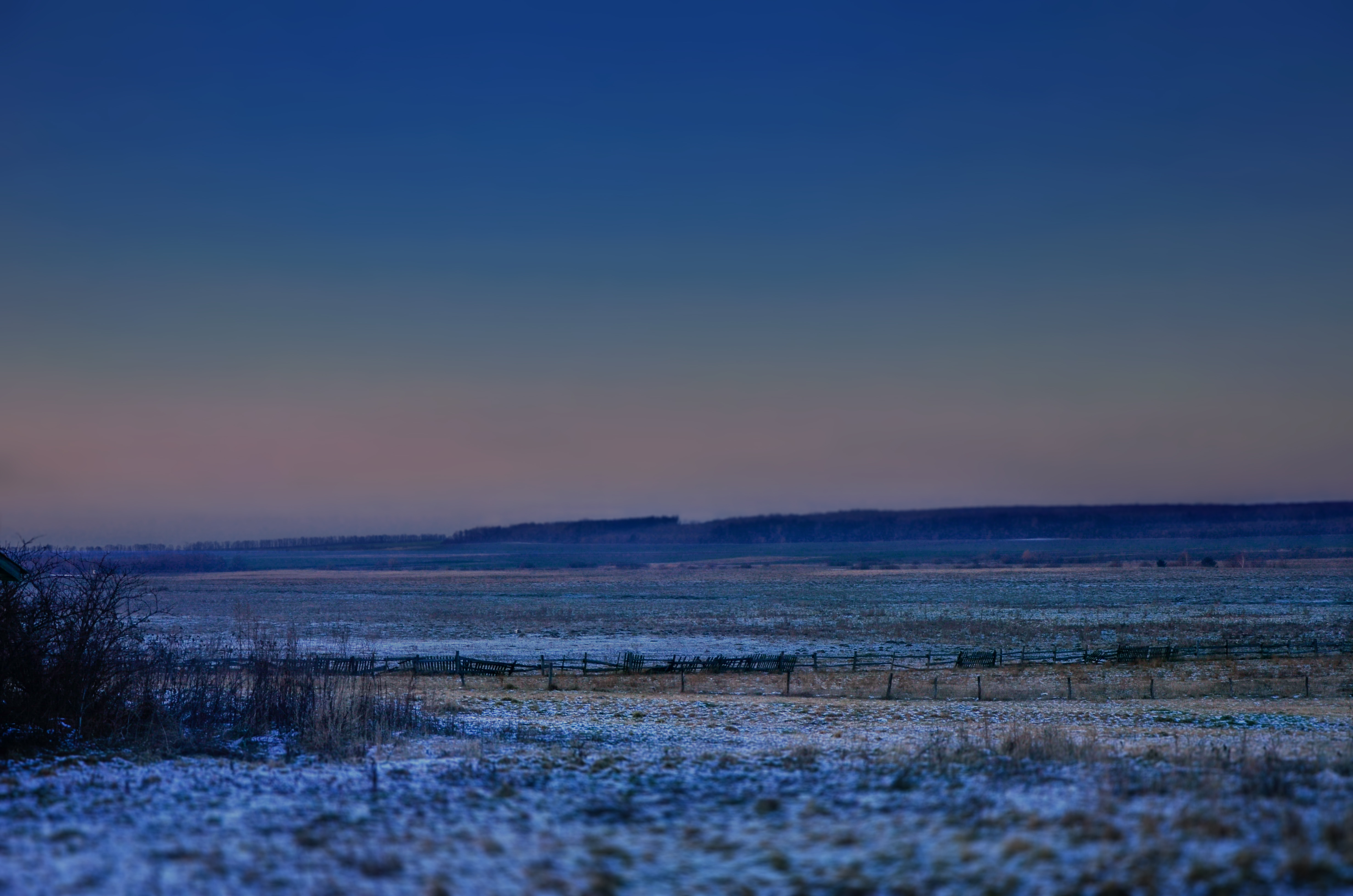
Прохолодний вечір
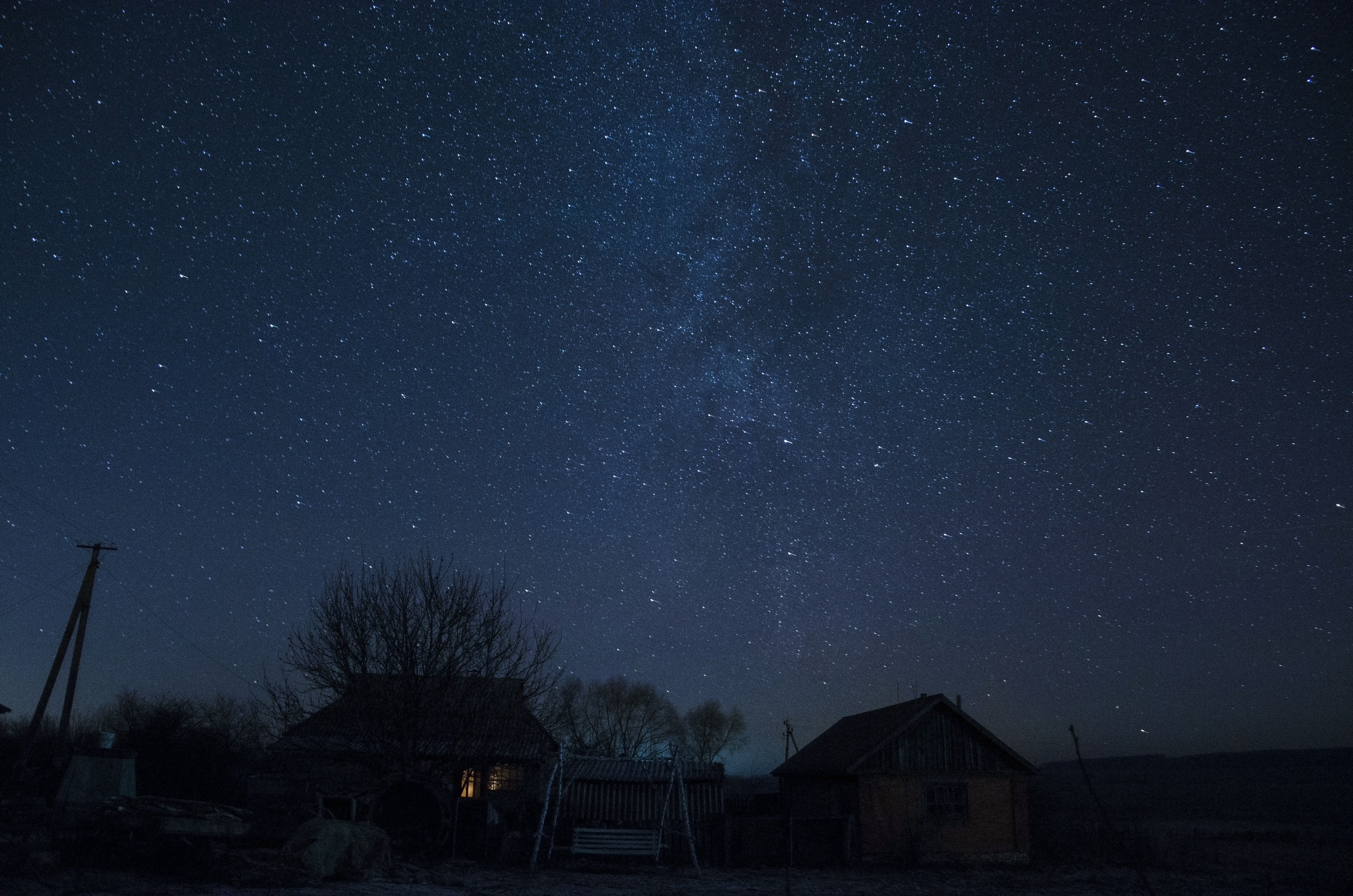
Морозна ніч